# Merga macrobulbosa
Merga macrobulbosa is een hydroïdpoliep uit de familie Pandeidae. De poliep komt uit het geslacht Merga. Merga macrobulbosa werd in 1991 voor het eerst wetenschappelijk beschreven door Xu, Huang & Chen. 